# Maria Franciszka Kozłowska
Feliksa Magdalena Maria Franciszka Kozłowska (ur. 27 maja 1862 w Wielicznej w powiecie Węgrowskim, zm. 23 sierpnia 1921 w Płocku) – założycielka i duchowa opiekunka mariawityzmu, przez wyznawców nazywana Mateczką, uznawana za świętą w Kościołach mariawickich. Początkowo zakonnica rzymskokatolicka, założycielka  Zgromadzenia Sióstr Mariawitek Nieustającej Adoracji Ubłagania (początkowo funkcjonującego pod nazwą ukrytego Zgromadzenia Sióstr Ubogich św. Klary). Założycielka Zgromadzenia Kapłanów Mariawitów, mistyczka, w opinii mariawitów przekazała Kościołowi objawienie zawarte w Dziele Wielkiego Miłosierdzia, nieuznanym przez Kościół rzymskokatolicki. 5 grudnia 1906 imiennie ekskomunikowana przez papieża Piusa X. 

## Życiorys

### Dzieciństwo i młodość
Urodziła się w rodzinie rzymskokatolickiej, jej rodzicami byli Jakub Kozłowski herbu Nałęcz oraz Anna z Olszewskich, wywodzący się ze zubożałej szlachty polskiej. Ojciec był pełnomocnikiem właścicieli majątku w Stoczku Węgrowskim i pracował jednocześnie jako nadleśniczy w ich dobrach w Wielicznej. Została ochrzczona 19 czerwca 1862 w kościele parafialnym w Stoczku. Po śmierci ojca w bitwie węgrowskiej (3 lutego 1863), wychowaniem małej jedynaczki zajęli się matka i dziadkowie – Jakubina (primo voto Kozłowska) i Seweryn Pułaski, jej drugi mąż.  Korzystając z gościnności krewnych, młoda wdowa oraz jej córka zamieszkały najpierw u Pułaskich w Czerwonce Węgrowskiej, później zaś w Baczkach, tymczasowo również w Garwolinie. Już od 7 roku życia zaczęła pościć, adorowała Przenajświętszy Sakrament. Ćwiczyła się w umartwianiu ciała, używając w tym celu narzędzi powszechnie stosowanych w niektórych zgromadzeniach zakonnych o surowszej regule. Gdy skończyła 16 lat, przestała spożywać mięsa. 
Edukację rozpoczęła wcześnie, od dzieciństwa uczyła się pisania i czytania w języku polskim, a także kształtowało się w niej zamiłowanie do polskości i religii. Od czasu zamieszkania w Warszawie naukę pobierała w domu nauczycielki, a następnie na pensji hrabiny Skarbek i w IV Gimnazjum Żeńskim w Warszawie przy ul. Miodowej. Kończąc proces kształcenia, władała biegle językiem rosyjskim, angielskim i francuskim. Posiadając staranne wykształcenie, podjęła pracę nauczycielki domowej u gen. Urlicha w Cytadeli Warszawskiej. W 1882 otrzymała propozycje wyjścia za mąż, którą odrzuciła. Z zachowanych źródeł można wnioskować, że cechowała ją elokwencja, pobożność i uroda.

### W zgromadzeniach honorackich
Feliksa powołanie do życia zakonnego odczuwała już w młodym wieku. Plan wstąpienia do klasztoru warszawskich wizytek okazał się niemożliwy do realizacji z powodu carskich rozporządzeń. Dzięki o. Łukaszowi Zaczyńskiemu, pod którego kierunkiem odprawiała rekolekcje  w Zakroczymiu, w 1883 wstąpiła do Zgromadzenia Franciszkanek od Cierpiących, założonego przez o. Honorata Koźmińskiego. Z powodu obaw przed restrykcjami ze strony zaborcy, kongregacja funkcjonowała w ukryciu (tak samo jak inne zgromadzenia honorackie), ich celem była opieka nad chorymi, zamożnymi ludźmi - w ten sposób siostry zarabiały na swoje utrzymanie.

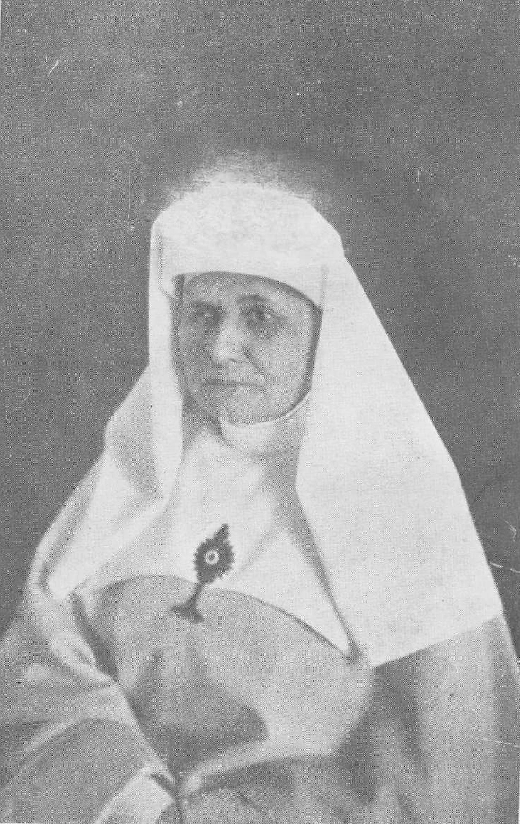
Zdjęcie Marii Franciszki Kozłowskiej w "Dziele wielkiego Miłosierdzia" wyd. z 1922 roku

Wobec atmosfery panującej w zgromadzeniu i potrzeby większej kontemplacji, o. Honorat zezwolił Feliksie na opuszczenie franciszkanek. 8 września 1887 w Płocku Feliksa Kozłowska założyła ukryte Zgromadzenie Sióstr Adoratorek Przebłagania, zwane również Zgromadzeniem Sióstr Ubogich św. Matki Klary, jednocześnie zostając przełożoną nowej kongregacji. Przyjęła imiona zakonne Maria Franciszka. Nowa wspólnota opierała swoje życie na II regule św. Franciszka z Asyżu, zaś oprócz trzech ślubów zakonnych (ubóstwa, czystości i posłuszeństwa) siostry składały czwarty: nieustającej adoracji Przenajświętszego Sakramentu. Zgromadzenie oficjalnie funkcjonowało jako pracownia robót kościelnych, co na początku jego istnienia zapewniało byt siostrom. Zdarzało się czasem, iż zakonnice głodowały, jednak z czasem ich sytuacja uległa poprawie. Pod kierownictwem Feliksy siostry wykonując różne prace na zamówienia, uzyskiwały środki na utrzymanie i doskonaliły swoje umiejętności, jednak priorytetem przełożonej był rozwój duchowy sióstr.
W 1890 matka Marii Franciszki, Anna Kozłowska, sprzedawszy uprzednio posiadane nieruchomości w Warszawie, postanowiła zamieszkać razem z córką w Płocku. Pomimo początkowej niezgodny na jej zakonny tryb życia, sama zdecydowała się wstąpić do Zgromadzenia Sióstr Ubogich i w 1903, złożyła śluby zakonne na ręce swej córki, przyjmując jednocześnie imiona Maria Hortulana.
O. Honorat Koźmiński początkowo wystawił Marii Franciszce chlubne świadectwo, jednak ich kontakty uległy pogorszeniu około 1902 roku. Przyczyną była jego dezaprobata wobec postawy gorliwych i wykształconych księży, którzy oddali się pod duchowe kierownictwo kobiet i fakt, że niektóre praktyki zakonne były wprowadzane bez jego zgody.

### Pierwsze objawienie
Po sześciu latach istnienia Zgromadzenia Matki Marii Franciszki, 2 sierpnia 1893 założycielka doświadczyła wielkiego przeżycia mistycznego, znanego pod nazwą Objawienia Dzieła Wielkiego Miłosierdzia. Miało ono miejsce w płockim kościele seminaryjnym św. Jana Chrzciciela w święto Matki Bożej Anielskiej. Objawienie dotyczyło sprawy duchowego stanu świata, pogrążonego w upadku. Wskazywało ono na konieczność ratunku, który Bóg daje w Miłosierdziu we czci Przenajświętszej Eucharystii i Pomocy Maryi, a w przypadku odrzucenia Miłosierdzia – odnowienie ziemi i Kościoła poprzez karę i sprawiedliwość. Wydarzenie zapoczątkowało cykl podobnych doświadczeń, trwających do roku 1918. Głoszeniem związanego z nimi orędzia miało zająć się Zgromadzenie Kapłanów Mariawitów, opartych na pierwszej regule św. Franciszka z Asyżu. Nazwą mariawitek objęte zostaje także założone wcześniej Zgromadzenie Sióstr Ubogich, nazwane w Objawieniu kolebką mariawityzmu.
Pomimo wątpliwości, siostra rozpoczęła tworzenie Zgromadzenia Kapłanów Mariawitów, które miało być początkiem odnowy moralnej duchowieństwa w Polsce. Ojciec Honorat zaaprobował tę ideę. Siostra Maria Franciszka zgromadziła wokół siebie kilkunastu księży, wielu z nich było absolwentami Akademii Teologicznej w Petersburgu i stanowiło ówczesną elitę duchowieństwa warszawskiego, płockiego i lubelskiego. W roku 1903 było już około siedemdziesięciu mariawitów, jednakże tylko najbliższe grono księży zdawało sobie sprawę z roli i powagi objawień. W ocenie mariawickiej, kapłani mariawici wyróżniali się swoją gorliwością, oddaniem dla ludu, co przyciągało do nich wiernych, z drugiej strony narażało ich na prześladowania ze strony innych kapłanów. Również Maria Franciszka stała się ich obiektem.

### Starania o legalizację
W 1903 Maria Franciszka i związani z nią kapłani rozpoczęli starania o zatwierdzenie przez władze kościelne Zgromadzenia Kapłanów Mariawitów. W styczniu siostra przesłała spisane przez siebie objawienia trzem biskupom: warszawskiemu, płockiemu i lubelskiemu. W maju tegoż roku biskup płocki Jerzy Szembek wezwał ją dla złożenia zeznań, dotyczących jej objawień i dotychczasowej działalności kapłanów. W sierpniu wnioskodawcy udali się do Rzymu, aby przedstawić sprawę papieżowi. Nowo wybrany Pius X otrzymał treść objawień Dzieła Wielkiego Miłosierdzia i historię dotychczasowej działalności zgromadzenia. W grudniu powstał Związek Katolicki Nieustającej Adoracji Ubłagania, stworzony „z polecenia Pana Jezusa”. Napisane przez nią ustawy dla całego Związku zostały wysłane do papieża.
31 sierpnia 1904 Kongregacja Inkwizycji podjęła uchwałę, nakazującą delegalizację całego Związku oraz zerwanie wszelkich kontaktów kapłanów i sióstr z Marią Franciszką. Mimo podporządkowania się dekretowi, władze kościelne nadal stosowały utrudnienia, prowadzące do usuwania kapłanów mariawitów z ich urzędów kościelnych. Na skutek tego, w lutym 1906 kapłani mariawici zrywają łączność z biskupami i zwracają się o pomoc do najwyższej instancji w Rzymie. Ponieważ obiecane załatwienie sprawy mariawickiej przez Rzym przedłużało się, a w kraju coraz bardziej wzmagały się prześladowania mariawitów, Maria Michał Kowalski, przełożony Zgromadzenia Kapłanów, wizytując parafię po raz pierwszy zapoznał wiernych z objawieniami Mateczki i jej posłannictwem.

### Ekskomunika papieska
12 kwietnia 1906 w katedrach warszawskiej, płockiej i lubelskiej ogłoszono encyklikę papieża Piusa X potępiającą mariawitów. Na mocy tego dokumentu założycielka mariawityzmu jako heretyczka została obłożona ekskomuniką większą, co w ówczesnym prawie kościelnym oznaczało, że katolikowi nie wolno było z nią przebywać, rozmawiać ani utrzymywać jakichkolwiek kontaktów. Nie wolno było też udzielać jej żadnych sakramentów. A gdyby pojawiła się na nabożeństwie, należało natychmiast je przerwać. Był to pierwszy przypadek imiennej ekskomuniki kobiety w historii Kościoła. Wywołało to ogromną falę potępienia w prasie mariawitów, prześmiewczo nazywanych kozłowitami, kozłami lub mankietnikami. Wielu księży katolickich publicznie atakowało Marię Franciszkę i mariawitów. Głoszono, iż miała ona objawienie, że będzie matką Antychrysta. Próby skompromitowania jej miały na celu podważenie podstawy ruchu mariawitów. 31 grudnia 1906 ogłoszono imienną klątwę na Marię Franciszkę i przełożonego Zgromadzenia Kapłanów Mariawitów, ojca Marię Michała Kowalskiego, która po 20 dniach miała objąć także tych, którzy pozostaną wierni jej oraz jej objawieniom. Zgodnie z relacjami, Maria Franciszka ciężko przeżyła odrzucenie przez Kościół „Dzieła Wielkiego Miłosierdzia”, ale – jak twierdzą jej zwolennicy – zgadzała się z wolą Bożą, wyrażoną, m.in. w słowach Pana Jezusa: „Większe jest posłannictwo Boskie, niż wszystkie rozporządzenia ludzkie. 

### W niezależnym Kościele mariawitów
W tej sytuacji mariawici zmuszeni do opuszczenia kościołów rzymskokatolickich, uzyskawszy ze strony władz Imperium Rosyjskiego prawną podstawę pozwalającą na samodzielne organizowanie życia religijnego (przyczynił się do tego ukaz tolerancyjny z 1905, obejmujący wszystkie mniejszości religijne), przystąpili do budowy własnych kościołów, kaplic i domów parafialnych. Od tego momentu parafie mariawickie stawały się ośrodkami życia religijnego, kulturalnego, działalności oświatowej i charytatywnej, kontynuując zainicjowaną przez Marię Franciszkę działalność.
W latach 1911–1914 z inicjatywy Marii Franciszki wybudowano w Płocku kompleks budynków z przeznaczeniem na katedrę Nieustającej Adoracji Ubłagania, klasztor i instytucje charytatywne prowadzone przez siostry mariawitki. W roku 1918  otrzymała Objawienie, w którym Sam Pan Jezus poświęca to miejsce nazywają je: „To jest Świątynia Miłosierdzia i Miłości”. Przeznaczając dla niej wiele łask, odpustów i przywilejów.

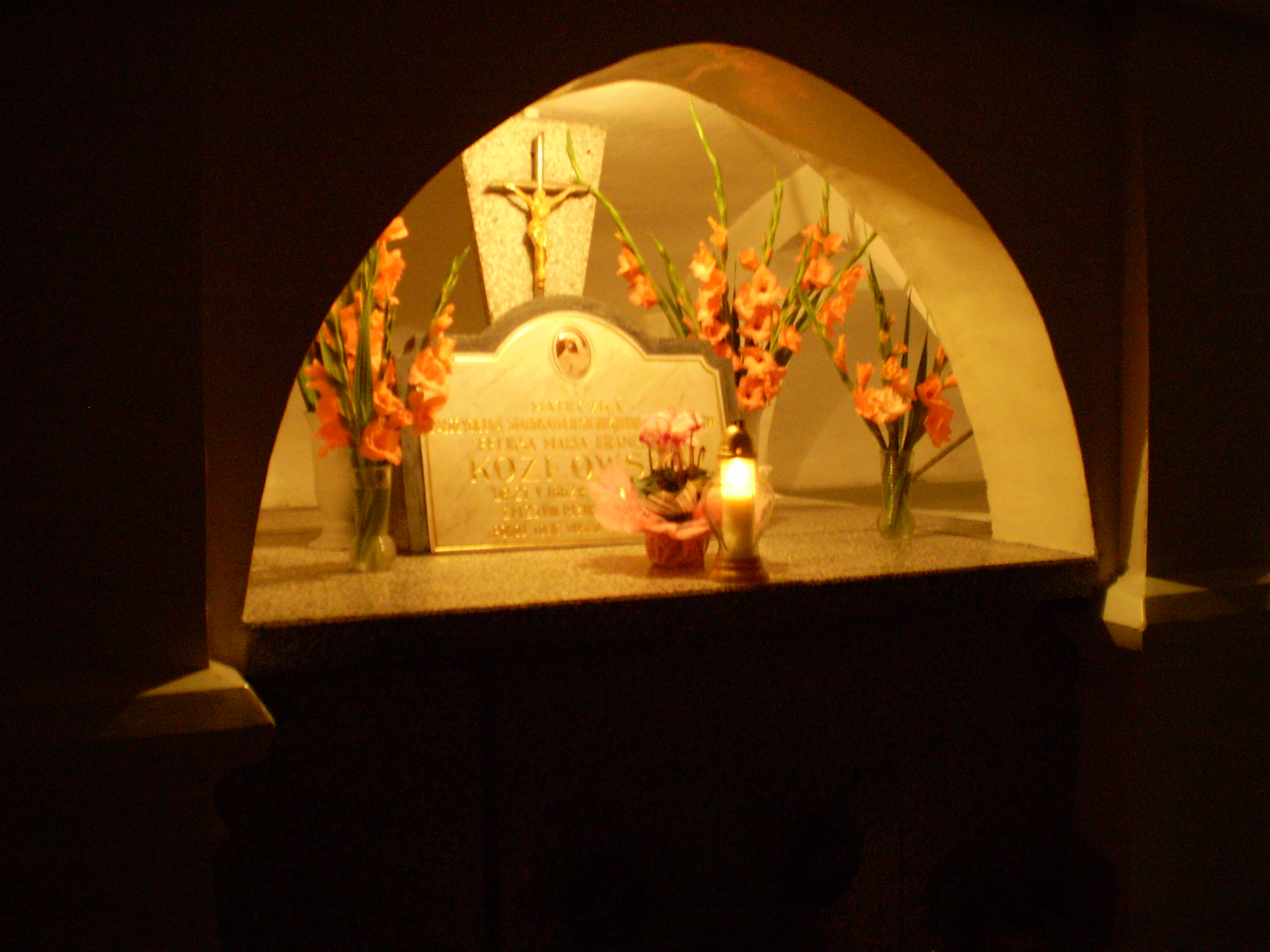
Grób Marii Franciszki Kozłowskiej

Według relacji wyznawców, opisane przeciwności Maria Franciszka znosiła w cichości i pokorze, modląc się za swoich prześladowców. Prowadziła życie głęboko kontemplacyjne, połączone z surową ascezą. Każdego roku odprawiała czterdziestodniowe rekolekcje. Podczas takich ćwiczeń duchowych w 1920 nasiliła się choroba nowotworowa wątroby, której towarzyszyła opuchlizna całego ciała. Ogromne cierpienie ofiarowała za siostry mariawitki, za miasto Płock i cały kraj. Zmarła 23 sierpnia 1921 roku w klasztorze przy Świątyni Miłosierdzia i Miłości w Płocku. Została pochowana w podziemiach katedry mariawickiej w Płocku 25 sierpnia 1921 roku.

## Nauczanie
Nauczanie Matki Marii Franciszki cechuje indywidualne podejście do każdej duszy, z uwzględnieniem różnorodności i bogactwa dróg duchowych. Każda dusza ma wyznaczoną przez Boga inną drogę życia wewnętrznego i odpowiednie do niej łaski, czyli pomoc Bożą.
Jak nie ma dwóch listków identycznie podobnych do siebie na drzewie, tak nie ma dwóch dusz, które by były prowadzone przez Pana Boga jednakową drogą.
Wiele miejsca w swoim nauczaniu poświęca modlitwie, którą uważa za podstawę życia duchowego. Modlitwy nie rozumie tylko jako modlitwy ustnej (odmawiania litanii, koronek, Modlitwy Pańskiej, Zdrowaś Maryjo), lecz poszerza zakres tego pojęcia o autentyczną rozmową z Bogiem, w której przemawia z serca do serca. Siostra wymienia stopnie modlitwy wewnętrznej: od medytacji poprzez różne rodzaje kontemplacji. Wyraża także swoje odczucia odnośnie do formy modlitwy:
W życiu codziennym, w stosunkach z ludźmi kocham i czuję potrzebę pewnej formy, pewnej zasady – w stosunku do Boga wszelka forma męczy mię, uważam ją jako więzy ducha – poddaję się im, nie zawsze z chęcią, ale zawsze z pragnieniem podobania się Temu, dla Którego przyjęłam je na siebie. 
Porusza także temat modlitwy nieustannej, jej celem jest życie w ciągłym kontakcie z Bogiem. Nie oznacza ona ciągłego odmawiania wyuczonych modlitw, lecz ciągłe, o ile być może, jednoczenie umysłu swego i serca z Ofiarą błagalną, jaką jest Pan Jezus Utajony w Eucharystii.

Założycielka Mariawityzmu na swój sposób interpretuje także pojęcie świętości. W objawieniu z 1911 roku pt. Notatki rekolekcyjne pisze:
Zrozumiałam, że świętym jest ten, kto nie grzeszy i prawdziwie naśladuje Chrystusa. Wszyscy jesteśmy wezwani do świętości, skoro Chrystus uwolnił nas od śmierci grzechu i zrodził na żywot wieczny, z niewolników staliśmy się synami Boga, więc i życie nasze powinno być święte – Boskie.
Zdaniem siostry, wielu ludzi niewłaściwie rozumie świętość, uważając ją za szczególne stany i doświadczenia, takie jak objawienia, cuda, ekstaza. Według niej, takie dary i łaski Bóg może dać, komu zechce, bez żadnej zasługi ze strony człowieka. Świętość nie stanowi również głośnej działalności i heroicznych czynów, gdyż niejednokrotnie ludzie mało wartościowi pod względem moralnym bywają wielkimi filantropami. W nauczaniu Marii Franciszki istota świętości polega na poznaniu Boga, zjednoczeniu z Nim przez miłość i odbiciu na człowieku doskonałości Boskich, objawionych w życiu Pana Jezusa. Świętość nie jest więc rzeczą trudnią, bo nie polega na nadzwyczajnościach, nie zabija w człowieku natury, ale ją uszlachetnia i czyni doskonałą. Maria Franciszka przestrzega przed błędem pozowania na świętego i chęcią uchodzenia za takiego, ponieważ:
Prawdziwa świętość daleka jest od udawania, zawsze i wszędzie szuka prawdy, jest naturalna. Do takiej świętości powinni dążyć wszyscy chrześcijanie i takimi świętymi powinni zostać za życia.
Matka Maria Franciszka, wyjaśniając znaczenie Przenajświętszego Sakramentu dla ducha ludzkiego, porównała ten sakrament do życiodajnego dla świata fizycznego słońca. 
Jak słońce oświeca, ogrzewa i utrzymuje życie na ziemi, tak Pan Jezus utajony oświeca dusze, kieruje nimi, zapala je do czynienia dobra, umacnia w tym i ożywia życiem Boskim, przeistaczając ludzi na synów Bożych 
Według niej, bez Pana Jezusa ukrytego w Eucharystii nie ma życia dla ducha ludzkiego, nie ma szczęścia dla ludzi, nie ma Kościoła, bo Pan Jezus obecny w Przenajświętszym Sakramencie wszystkim jest dla Kościoła. Skutkiem osłabienia wiary w obecność Chrystusa w Eucharystii jest postępujący zanik życia duchowego i moralnego. Ludzkość, oddalając się od tego sakramentu, odstępowała od pierwotnego sposobu życia. Dlatego też Bóg objawił swoje ostatnie Dzieło, Wielkie Miłosierdzie we czci eucharystycznej w celu podniesienia serc na wysokie szczeble doskonałości chrześcijańskiej, by czasy powszechnej bezbożności zmieniły się na czasy najwyższej gorliwości, jak to miało miejsce u pierwszych chrześcijan. Chrystus, ustanawiając Przenajświętszy Sakrament, chciał stać się w Nim prawdziwym napojem i prawdziwym pokarmem i w ten sposób wprowadzić do dusz ludzkich pierwiastki nowego życia w Bogu, które by rozwijały je do zupełnej doskonałości.

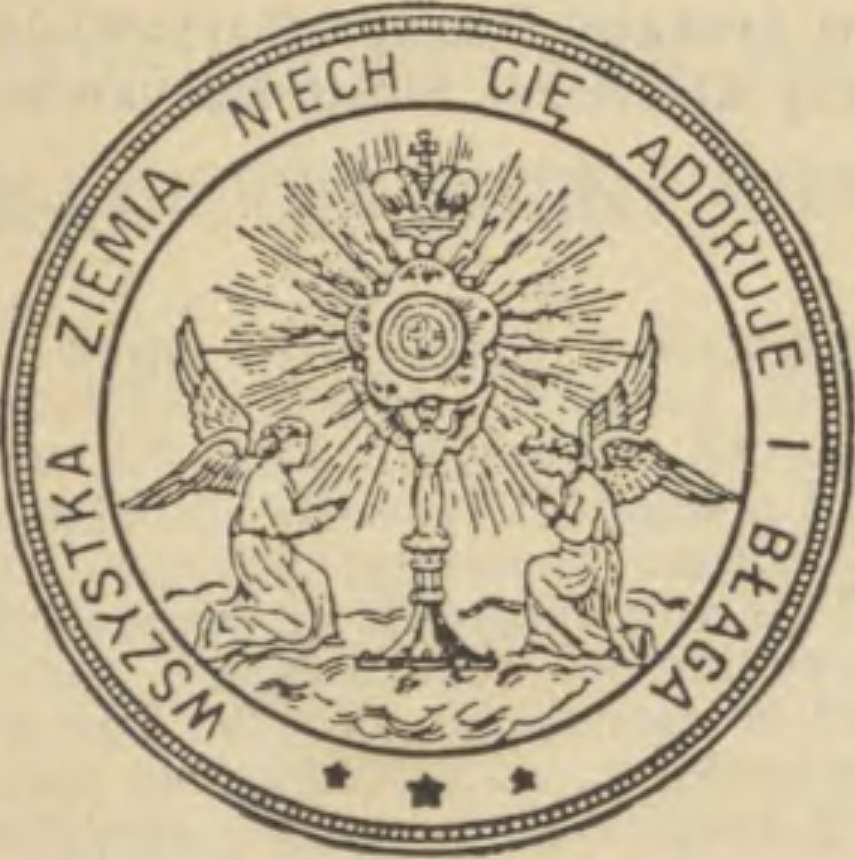
Pieczęć w wydaniu Dzieła Wielkiego Miłosierdzia

Niezwykle istotnym elementem duchowości Mateczki Kozłowskiej jest naśladowanie życia Matki Bożej, skąd czerpie nazwę mariawityzm (Mariae viatae immitantes – czyli naśladowanie życia Maryi). W swoich listach pisze, że życie Maryi było cichą, nieznaną światu ofiarą miłości dla Boga i niewdzięcznych względem Niego ludzi. I chociaż na zewnątrz nie różniło się od życia innych ludzi z Jej środowiska i nie miało nic z ascezy, przecież była taką samą matką, jak wszystkie inne kobiety w Izraelu, jednak to na pozór zwykłe życie Matki Bożej łączy się z największą świętością. Taka droga świętości udostępniająca ludziom nowe łaski, mało dotąd znane, przez wieki była przesłoniona tradycyjnym sposobem praktykowania mistyki w oderwaniu od życia czynnego, najczęściej w murach klasztornych. Mateczka nauczała więc, że na wzór Maryi w każdych warunkach można prowadzić życie mistyczne, niezależnie od niesprzyjających często okoliczności, bo właśnie przeciwnościami i cierpieniem znaczona była droga Matki Bożej. Według Objawień, Mateczka miała najdoskonalej naśladować życie Matki Najświętszej i przez to zaraz po niej najlepiej wypełniła Wolę Bożą.
Życie moralne w ujęciu założycielki to zachowywanie i wypełnianie przykazania miłości Boga i bliźniego. Bliźni dany jest bowiem człowiekowi w tym celu, aby w stosunku do niego mógł dowieść swojej miłości do Boga. Miarą zaś i potwierdzeniem miłości człowieka do Boga są zawsze czyny, dlatego też im większa i doskonalsza będzie miłość człowieka dla Boga, tym więcej będzie się poświęcał i czynił dla bliźnich. Pod nazwą miłości bliźniego nie należy rozumieć miłości naturalnej, która pochodzi ze związków krwi i sympatii. Miłość bliźniego powinna płynąć z miłości Pana Boga i Jego miłość ku ludziom. Powinna być bezwzględna, czyli obejmować wszystkich ludzi i wyrażać się w uczynkach i prawdzie. Miłość pragnie dla bliźnich dobra duchowego i pomyślności materialnej.

## Stosunek Kościoła rzymskokatolickiego do osoby Matki Marii Franciszki Kozłowskiej
Jeszcze przed ekskomuniką papieską ze strony katolików padały głosy, że wpływ Matki Marii Franciszki Kozłowskiej na księży jest zbyt duży i niepokojący. Hierarchom nie podobało się zwłaszcza że to kobieta miała kierować ruchem reformatorskim. W czasie podejmowanych prób legalizacji ruchu wielokrotnie nakazywano jej zerwanie kontaktów z księżmi mariawickimi. Początkowo Matka Maria Franciszka Kozłowska poddała się woli papieża i biskupów, ale po późniejszych niepowodzeniach znów rozpoczęła swoją działalność. Szczególnie niekorzystny był wobec niej wyrok Kongregacji Świętego Oficjum z dnia 4 września 1904, który nakazywał biskupowi płockiemu, by wyznaczono jej spowiednika uczonego i pobożnego, by ten dołożył starania i wyleczył ją z halucynacji (urojeń), na drogę prawdziwej pobożności zwrócił.
Wydana w 1906 encyklika Tribus circiter papieża Piusa X potwierdziła ten wyrok, krytykując księży, którzy nie zawahali się bowiem całkowicie oddać i na skinienie być posłusznymi pewnej kobiecie, jako mistrzyni pobożności i sumienia, głosząc, że ona jest pełna świętości, łaskami niebieskimi w cudowny sposób wyposażona, wiele rzeczy wie z objawienia Bożego i dana została przez Boga na to, aby w tych ostatecznych czasach zbawić świat bliski już zagłady. Encyklika przedstawia historię sporu z mariawitami oraz próby jego rozwiązania z punktu widzenia Kościoła katolickiego, nakazując ostatecznie rozwiązanie zgromadzenia księży mariawitów i zakazując im wszelkich kontaktów z Mateczką. Objawienia Marii Franciszki Kozłowskiej określone zostały w encyklice mianem „mamideł urojonych”.
Mateczka w tym czasie stała się przedmiotem ataków w prasie katolickiej, określana jako zwariowana szwaczka czy pomylona baba. Rozgłos zyskał artykuł pod tytułem Gdzie diabeł nie może, tam babę pośle, który nazwał ją wcieleniem diabła, który chce zniszczyć Kościół katolicki.
W 1972 sekretarz Komisji Episkopatu do Spraw Ekumenizmu, ojciec jezuita Stanisław Bajko, badając mariawityzm i działalność siostry, przyznał, że postawa Kościoła rzymskokatolickiego była wobec niej dalece krzywdząca. Według niego wiodła ona bowiem życie pełne świętości, umartwiania się, dobroci i ducha modlitwy, stwierdził, że mariawici zasługują na rehabilitację. Przedstawił opinię według której ruch mariawicki od zarania swego był piękny i bardzo katolicki, powołując się na prymasa Wyszyńskiego, który wyraził się, że Rzym był źle poinformowany.

## Kult Marii Franciszki Kozłowskiej
Przed 1906 Maria Franciszka Kozłowska była traktowana przez księży mariawitów ze szczególnym szacunkiem, ze względu na jej pobożność i charyzmę. Po zerwaniu mariawitów z papiestwem Mateczka stała się najważniejszą postacią nowego Kościoła. Już w 1906 wydany został okólnik pod tytułem „Mariawici wierzą”, sygnowany przez ks. Kowalskiego, który głosił:
Mariawici wierzą: 1) w to wszystko czego Kościół katolicki naucza, 2) że Pan Bóg Marię Franciszkę (Kozłowską) uczynił najświętszą i dał jej te łaski, jakie dał Najświętszej Maryi Pannie, Matce Bożej, 3) że w ręku św. Marii Franciszki jest miłosierdzie dla całego świata i nikt bez jej pomocy i pośrednictwa nie dostąpi miłosierdzia, 4) że modlitwa do św. Marii Franciszki nie tylko jest pożyteczna, ale konieczna do odparcia szatańskich zasadzek i do utwierdzenia duszy w łasce Bożej.

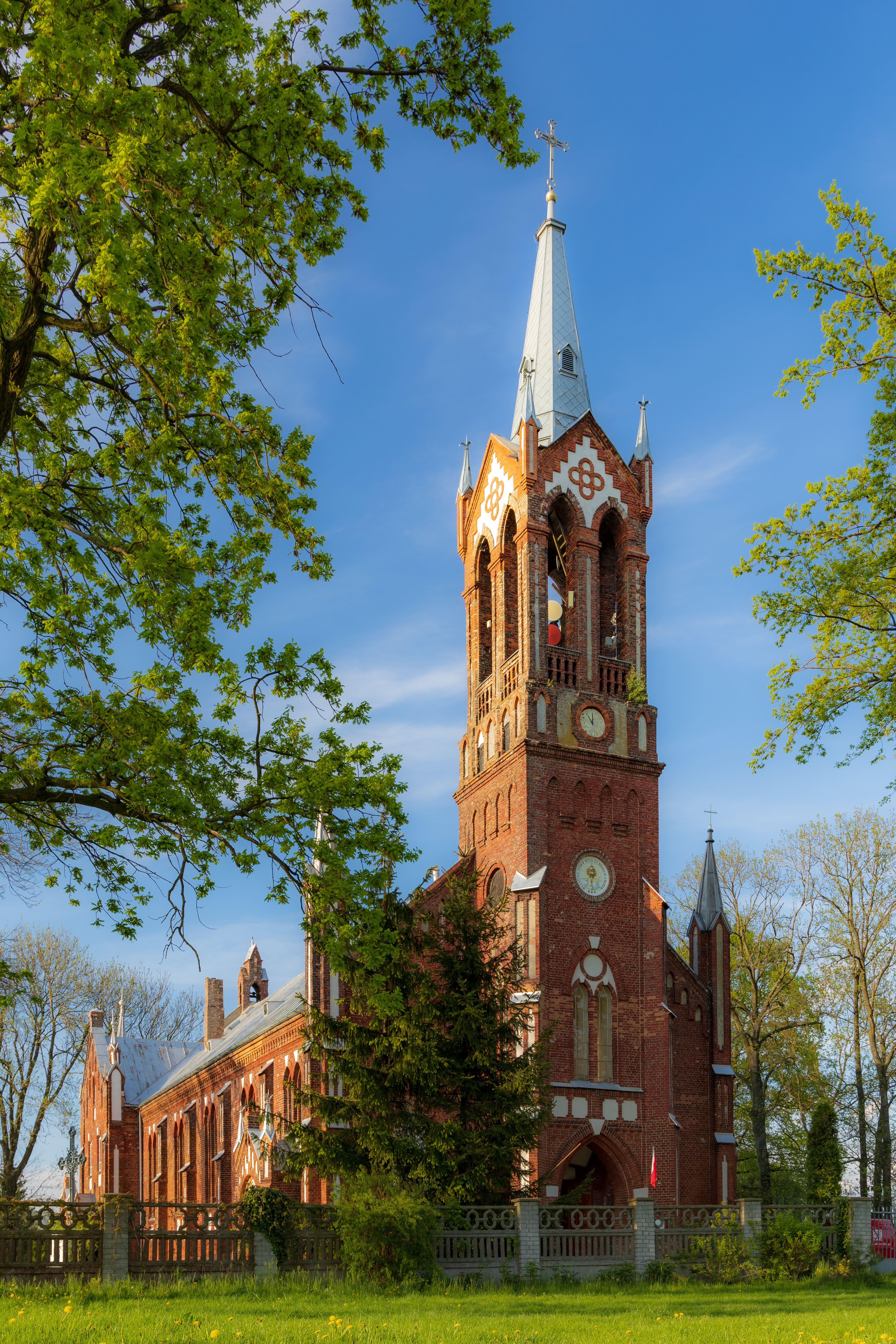
Kościół Starokatolicki Mariawitów w Nowej Sobótce, miejsce, gdzie wisiał portret Marii Franciszki przed jego spaleniem.

Najprawdopodobniej około 1906 roku ks. J.M.M. Kowalski namalował portret Mateczki, który powiesił w kościele w Sobótce. Mariawici modlili się za jego pośrednictwem do, żyjącej wówczas, Marii Franciszki Kozłowskiej. W późniejszym czasie wizerunek został przewieszony, a w 1918 roku spalony na jej polecenie.
Za życia siostra protestowała i sprzeciwiała się wszelkim przejawom kultu swojej osoby. Przed swoją śmiercią, wyraziła pogląd iż ustał w jej sercu żal do Michała Kowalskiego za ogłoszenie jej świętą na początkach mariawityzmu, gdyż zrozumiała, iż było to rzeczywiście z woli Bożej, jako duchowe doświadczenie dla jej duszy.
Po jej śmierci, 23 sierpnia 1921 została uznana przez mariawitów za świętą, a arcybiskup Jan Maria Michał Kowalski rozwinął silnie kult założycielki mariawityzmu. Cztery lata później istniało już 5 świąt mariawickich, poświęconych osobie Marii Franciszki i jej Dziełu Wielkiego Miłosierdzia. Obok tradycyjnego określenia Mateczka Kowalski wprowadził też tytuł Małżonki Barankowej (Chrystusowej), zrównując ją teologicznie z Matką Bożą. Wprowadzono wiele modlitw do Mateczki, wzorując się najczęściej na modlitwach maryjnych, np. litanii czy Pod Twoją Obronę. Kolejnym tytułem była Matka Miłosierdzia – Kozłowska miała być wybrana jako kolejna po Chrystusie do zbawienia świata.

Te decyzje po części przyczyniły się do rozłamu w mariawityzmie. Silny kult Mateczki przetrwał w Kościele Katolickim Mariawitów. W mariawickiej teologii felicjanowskiej dotychczasowe ujęcie nauki o Trójcy Świętej, przejęte od Kościoła rzymskokatolickiego, z którego historycznie wywodzi się felicjanowska wspólnota mariawicka, znajduje całkiem nowe rozumienie i w dużej mierze odmienne znaczenie. Osoba Marii Franciszki Kozłowskiej jest pojmowana jako nie tylko święta niewiasta, wybrana przez Boga dla odnowienia chrześcijaństwa (nauka z początków XX wieku), ale żeńskie wcielenie Ducha Świętego, dopełniającego odkupieńczą misję Syna Bożego, Jezusa Chrystusa. Poglądy te pozwalają uznać, że mariawityzm felicjanowski stanowi w istocie nową formę religii, opartą na odmiennych niż w nurcie płockim fundamentach doktrynalnych, a określanych w samym Felicjanowie jako pogłębienie i wypełnienie chrześcijaństwa w Dziele Wielkiego Miłosierdzia dla zbudowania Królestwa Bożego na ziemi. Przełożony denominacji felicjanowskiej (abp Wojciechowski) pisał:
Spełniło się. Przyszła na ziemię Mateczka, Święta Parakletka, Wcielony Duch Święty. Wypełniła Ona Swoim przyjściem obietnicę Ojcowską i Pana Jezusa. Zrodziła nowy Kościół, nowy bo Eucharystyczny – Chrystusa i Jej: Małżonki Chrystusowej, Wcielonej Pocieszycielki.
Starokatolicki Kościół Mariawitów po 1935 ograniczył kult założycielki jedynie do czci i uznania jej roli w przekazaniu boskiego posłania ludziom, choć nadal tytułuje ją świętą lub błogosławioną. W niektórych kościołach umieszczone są jej portrety, a podczas nabożeństw śpiewane są pieśni ku jej czci.